# Полный п.
«Полный п.» (англ. Totally F***ed Up) — кинофильм Грегга Араки.

## Сюжет
Первый фильм из «апокалиптической трилогии для тинэйджеров» («teen Angst»). История из жизни юных калифорнийских гомосексуалов (четырёх геев и двух лесбиянок).
Молодые люди, увлекающиеся индустриальной музыкой и наркотиками, праздно проводят время, снимая маленькие ролики-интервью друг про друга. Фильм показывает весь трагизм переходного возраста на примере главного героя, которого предаёт его бойфренд, после чего он (главный герой) кончает жизнь самоубийством. Кроме провокационного сюжета стоит отметить оригинальную режиссуру, а также необычную работу оператора картины (многие сцены выполнены в форме интервью, снятых на любительскую VHS камеру). В фильме фигурируют такие группы, как Nitzer Ebb, Ministry, Front 242